# 曙光路街道
曙光路街道，是中华人民共和国河南省安陽市北关区下辖的一个乡镇级行政单位。

## 行政区划
曙光路街道下辖以下地区：
曙光社区、盘庚东社区和平原社区。